# Западноафриканский газопровод
Западноафриканский газопровод (газопровод Нигерия-Бенин-Того-Гана, англ. West African Gas Pipeline, WAGP) — подводный магистральный газопровод Лагос, Нигерия — Такоради, Гана по дну Гвинейского залива Атлантического океана в Чёрной Африке (тропической Африке к югу от Сахары) протяженностью 678 км с ответвлением к Ломе, Того (длина участка 52 километра). Газопровод обеспечивает транспортировку природного газа из месторождения в открытом море в дельте реки Нигер в Нигерии, входящего в нефтегазоносный бассейн Гвинейского залива в соседние Бенин, Того и Гану, страны Экономического сообщества стран Западной Африки. Проектирование начато в 1982 году. Строительство начато в 2005 году. Стоимость строительства составила 590 млн долл. США. Строительство велось с помощью предоставленных Европейским инвестиционным банком (ЕИБ) кредитов. Экспортно-импортный банк США также предоставил кредит в 500 млн долл. на строительство газопровода. Газопровод построен силами компании West African Gas Pipeline Company Limited в составе: Chevron (36,7%), Нигерийской национальной нефтяной корпорации (NNPC, 25,0%), Royal Dutch Shell (18,0%), Takoradi Power (16,3%), Société Togolaise de Gaz (SoToGaz, 2,0%) и Société Beninoise de Gaz (SoBeGaz, 2,0%). Строительство завершено в 2007 году. Первая транспортировка природного газа была осуществлена 15 декабря 2008 года. Газопровод был сдан в эксплуатацию в 2009 году.
Первым пунктом газопровода является нигерийский город Лагос, на долю которого приходится около 12% валового внутреннего продукта (ВВП) Нигерии и чья экономика сама по себе почти в два раза больше, чем у Ганы по последним оценкам.
Рассматривались возможности расширения Западноафриканского газопровода вплоть до Сенегала. В начале декабря 2016 года, в ходе визита короля Марокко Мухаммеда VI в Нигерию, была предложена инициатива продлить газопровод до Марокко с последующей транспортировкой газа в Испанию. По предварительной оценке стоимость сооружения газопровода Нигерия–Марокко составляет 20 млрд долл. США, реализация потребует участия более 10 государств. В марте управляющий директор Нигерийской национальной нефтяной корпорации (NNPC) доктор Майканти Бару подтвердил план федерального правительства по расширению Западноафриканского газопровода (WAGP) до Марокко.